# Sent Laurenç de Gòra
Sent Laurenç de Gòra (en francès Saint-Laurent-sur-Gorre) és un municipi francès situat al departament de l'Alta Viena i a la regió de la Nova Aquitània.

## Demografia
| 1962                                       | 1968  | 1975  | 1982  | 1990  | 1999  | 2007  |
| ------------------------------------------ | ----- | ----- | ----- | ----- | ----- | ----- |
| 1.183                                      | 1.356 | 1.344 | 1.440 | 1.547 | 1.422 | 1.480 |
| Des de 1962: població sense dobles comptes |       |       |       |       |       |       |

## Administració
| Període | Identitat   | Partit        |
| ------- | ----------- | ------------- |
| 2001-   | Alain Blond | Divers droite |